# 高麗君
高 麗君（ガオ・リジュン、1983年11月25日 - ）は、中華人民共和国出身の女子プロボクサーである。中国女子プロボクシングの第一人者。元PABA女子フェザー級王者。元WBA女子世界フェザー級王者。

## 来歴
2005年12月24日、プロデビュー。
2006年2月24日、Jonna Chowkowenと初代|PABA女子フェザー級王座を争い、KOで王座獲得。
2006年3月25日、WBA女子初代世界フェザー級王座決定戦に挑み、金ハナをKOで倒し、男女合わせて中国人初の世界王座獲得。しかし王座はその後剥奪される。
2007年11月9日、水谷智佳とPABA女子フェザー級王座決定戦を戦い、判定で同王座を再獲得した。